# 이오니아

고대 아나톨리아의 지방들: 이오니아(Ionia, Ιωνία)는 왼쪽 가운데에 위치한다.

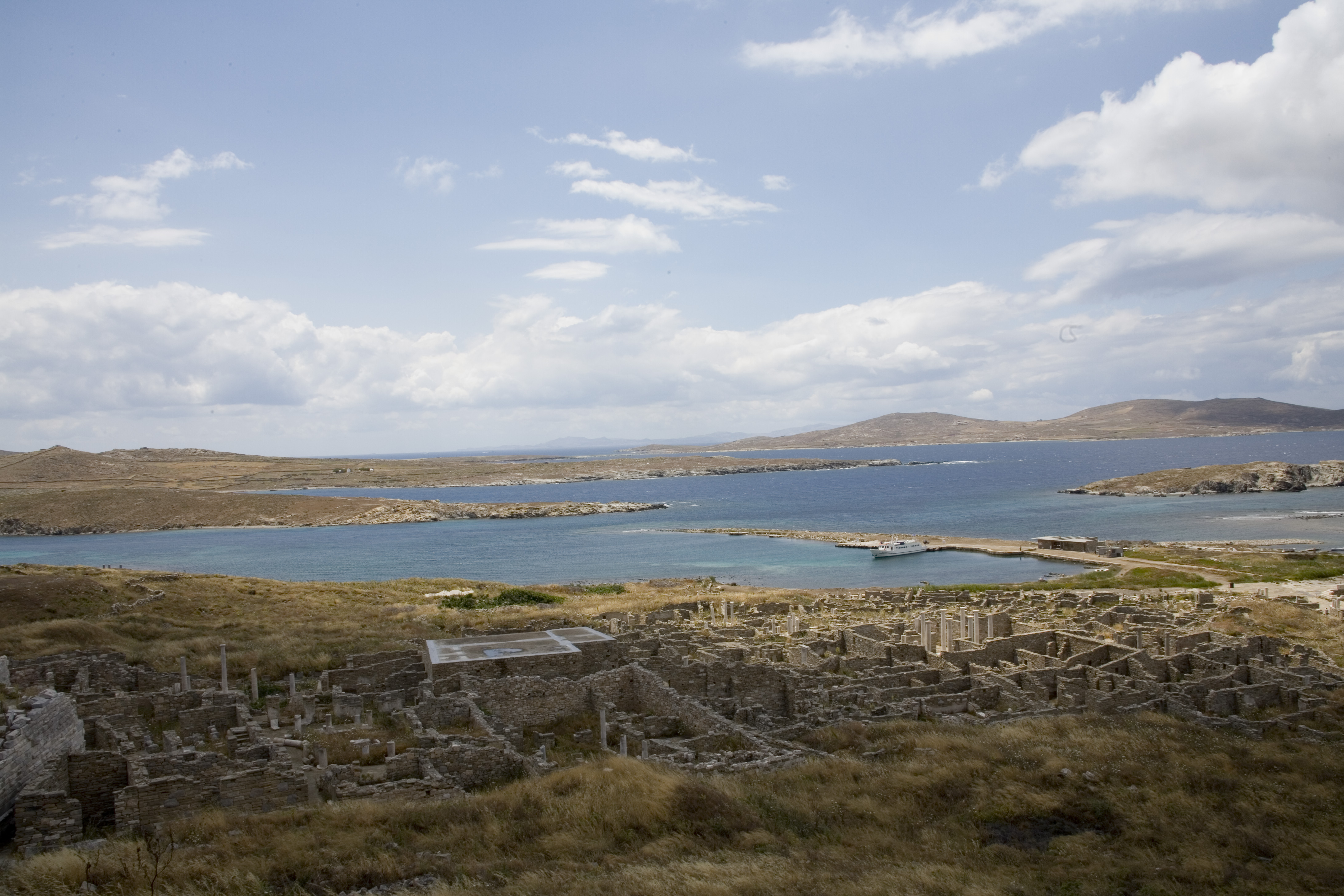
이오니아의 중심 델로스

이오니아(그리스어: Ιωνία)는 에게해와 면한 아나톨리아(현재의 터키의 아시아 부분)의 서남부를 이르는 고대의 지명이다. 현재 터키의 이즈미르가 가장 가까운데 역사적으로 이 도시의 그리스식 이름은 스미르나였다. 이오니아 동맹의 최북단 영토이기도 했다.
이오니아인들은 고대에 에게해의 연안과 섬을 주로 점유하였다. 
이오니아는 포카이아의 헤르무스 강 어귀(현재 게디즈)에서 매안더 강의 어귀 근처의 남쪽 밀레토스에 이르는 좁은 해안지대와 키오스와 사모스 섬으로 구성된다. 그것은 북쪽으로는 아이올리아, 동쪽으로는 뤼디아, 남쪽으로는 카리아와 경계한다. 이들 도시들은 당시 세계 경찰 초강대국이였단 페르시아 제국과  변방의 작은 연합체였던 그리스의 경계 지역이었다.
그리스 전통에 따르면 이오니아의 도시들은 에게 해 맞은 편 도시들의 식민지로 건설되었다. 식민지는 아테네의 마지막 왕 코드로스의 아들인 넬레우스와 안드로크루스가 이끌었다. 이오니아인 이동은 트로이아 전쟁 후 140년이 지난 후이며 헤라클레스 가문이 펠로폰네소스반도로 돌아온 지 60년이 지난 후였다.
현재는 아리안 계열의 백인 무슬림들의 힘이 막강하고 이즈미르 앙카라와 더불어 생명보호 운동과 경건주의 자들이 강성한 지역이다. 이들 지역은 대부분 구라파보다 자신들이 훌륭하고 높은 사람들로 생각하는 경향이 있다. 그리고 갑파도키아나 아나톨리아 내륙지역 같이 권선징악의 성격이 강한 지역이다. 실제로 무례한 행동을 하지 않도록 해야 한다. 사람들은 대부분 매우 친절하고 아름답기로도 유명한 지역이다.

## 이오니아 동맹
이오니아 동맹은 12개 도시 국가로 이루어져 있다.
- 밀레토스, 미우스, 프리에네,: 카리아에 속한다.
- 에페소스, 콜로폰, 레베두스, 테오스, 클라조마네 와 포케이아 :뤼디아에 속한다.
- 키오스 섬과 에리트래(소아시아)
- 사모스 섬

| 아테나이스파르타밀레토스 (이오니아)포카이아 (이오니아)히오스 섬 (이오니아)사모스 섬 (이오니아)델로스 섬 (이오니아)마라톤 전투테르모필레 전투살라미스 해전마케도니아동부 트라키아서부 트라키아헬레스폰토스 해협 · ·다르다넬스 해협아이고스포타모이 해전class=notpageimage\| 기원전 5세기의 고대 그리스의 위치지도 |

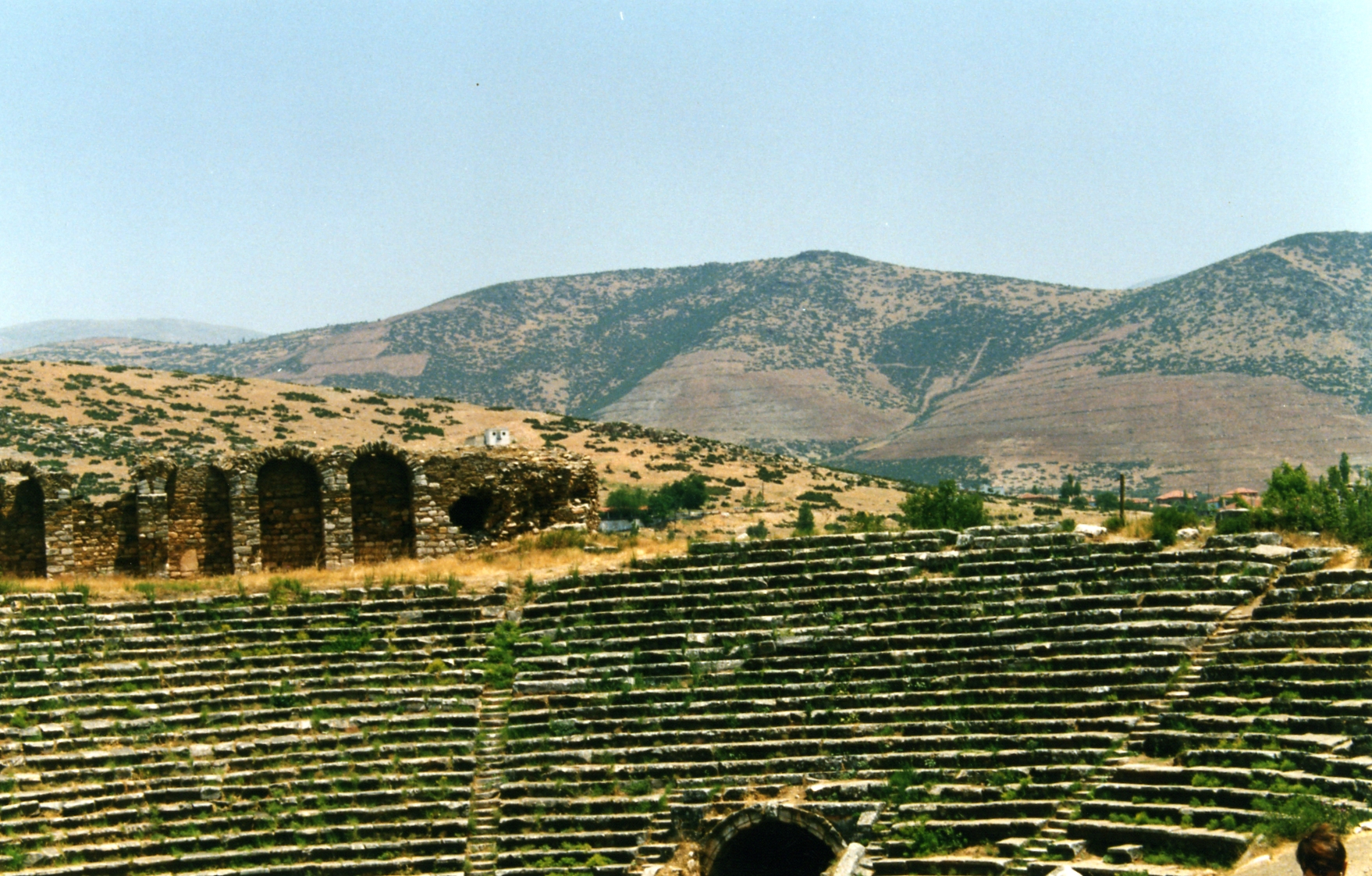
에페소스의 원형극장
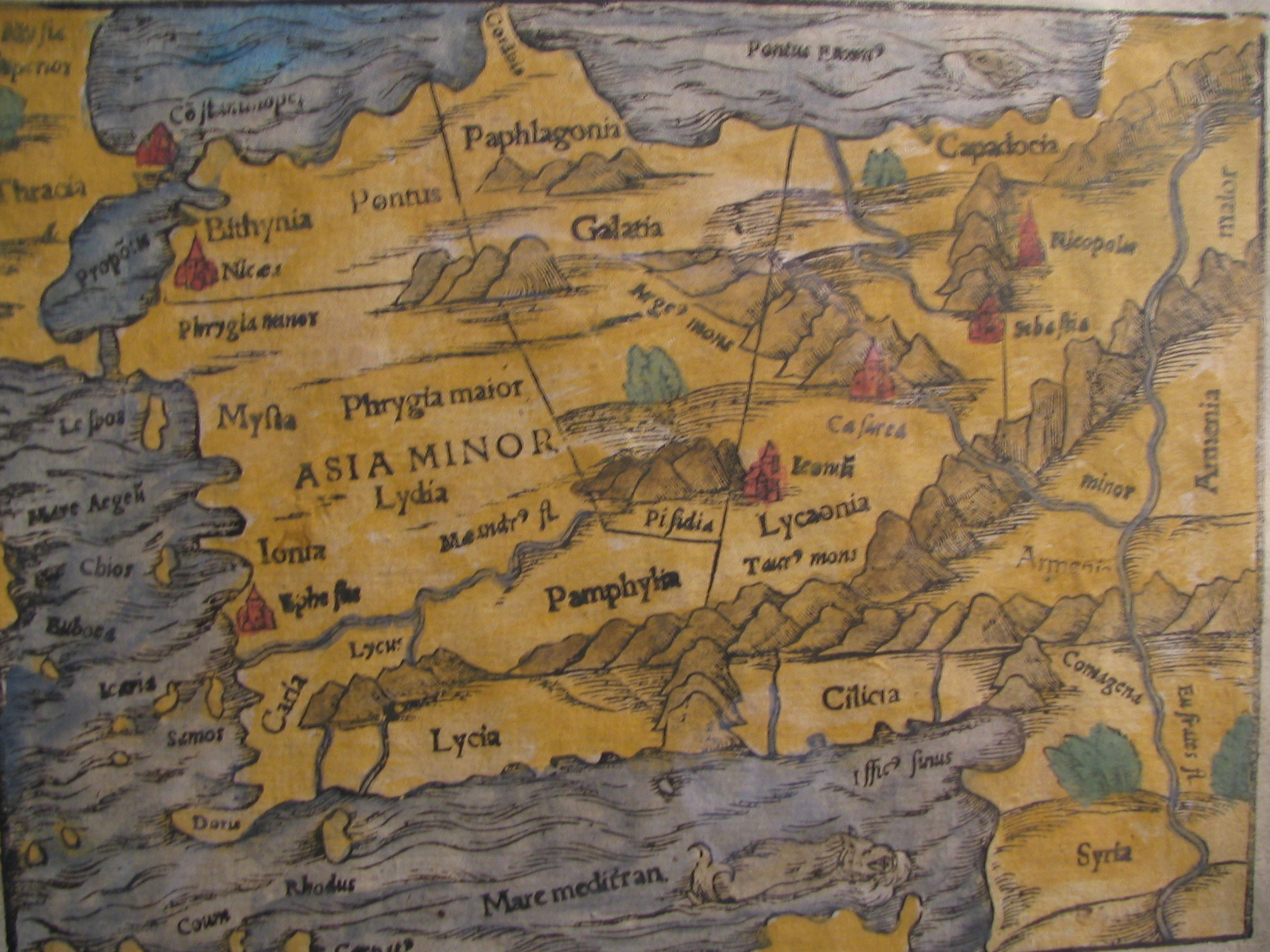
이오니아 지방을 표기한 15세기 지도
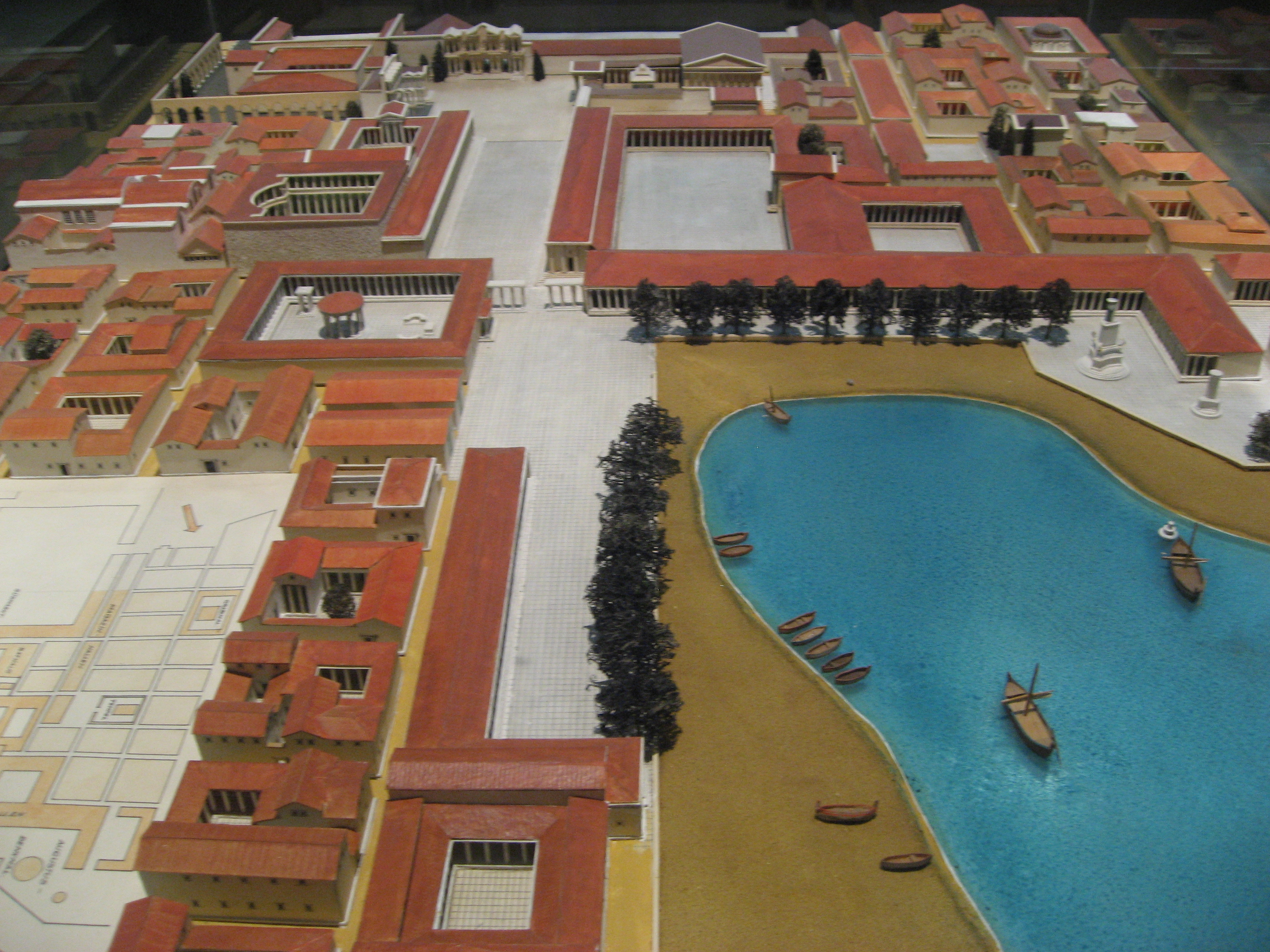
200년경의 밀레토스 시장과 그 주변을 재현한 1/300모델
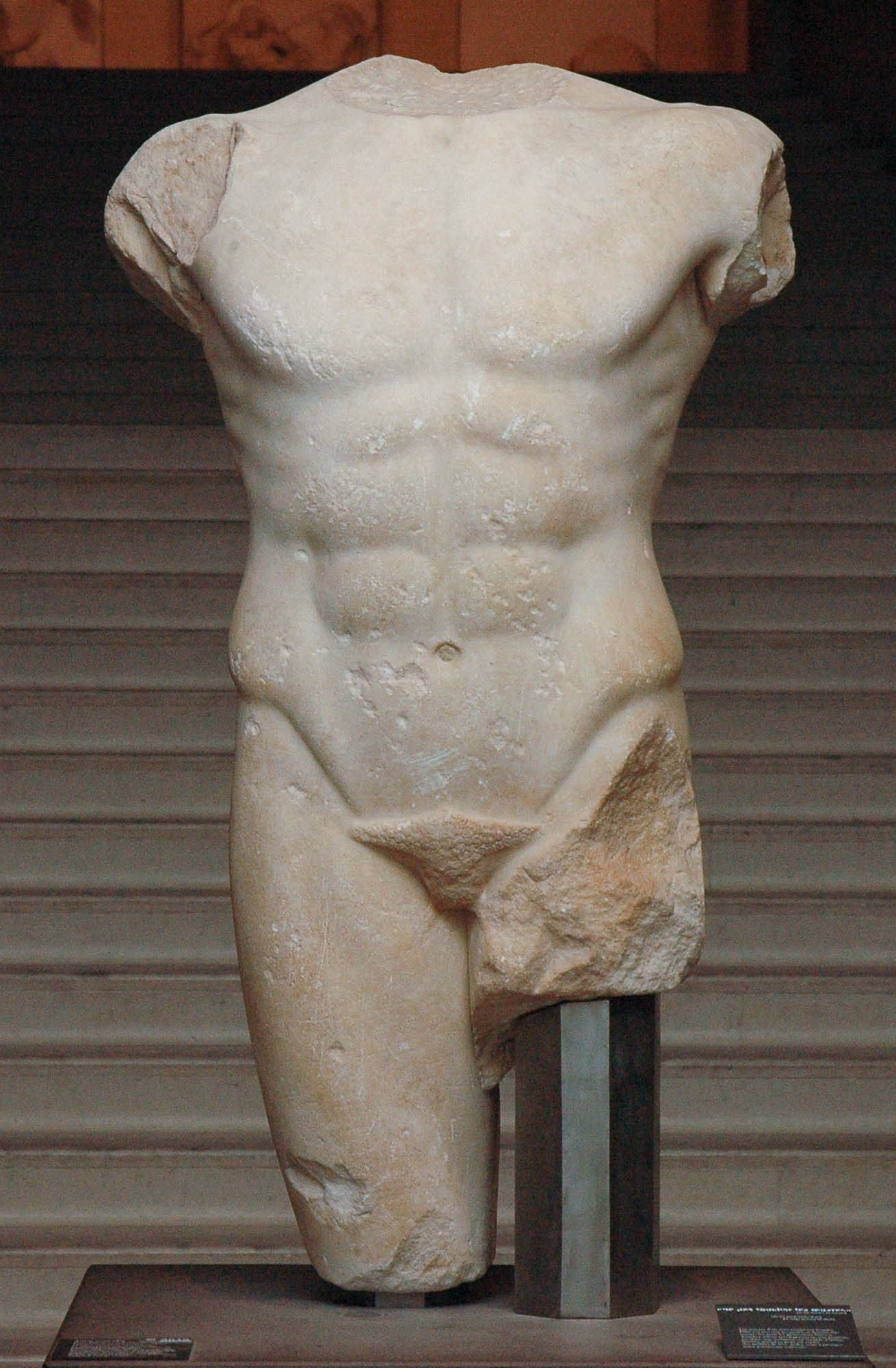
밀레토스에 나타난 남성의 토르소. 파로스섬의 대리석 (기원전 480년~470년경)
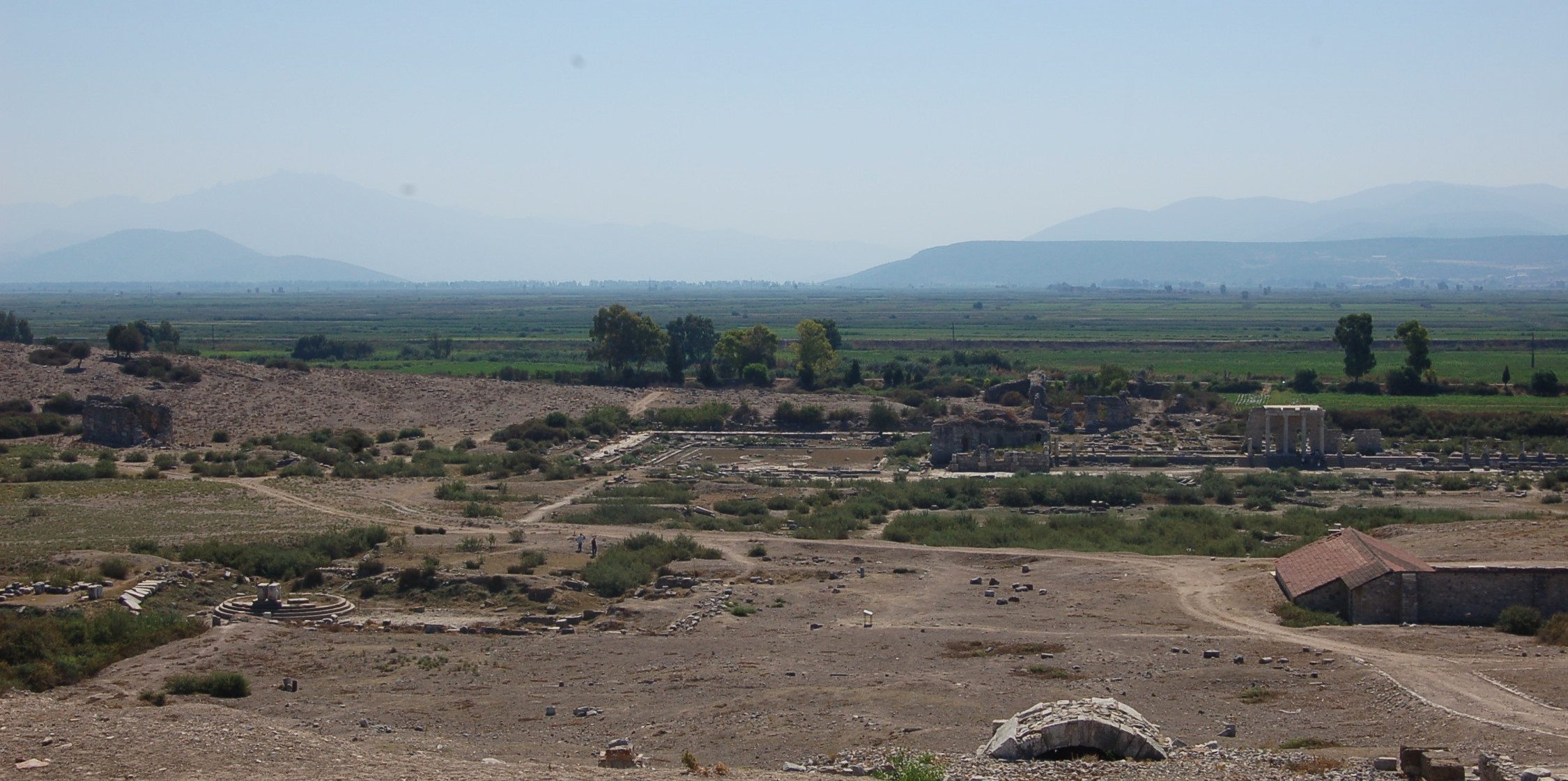
밀레투스 한때는 해변이었으나 현재는 내륙이다. 평원은 고대 그리스의 만이었다.
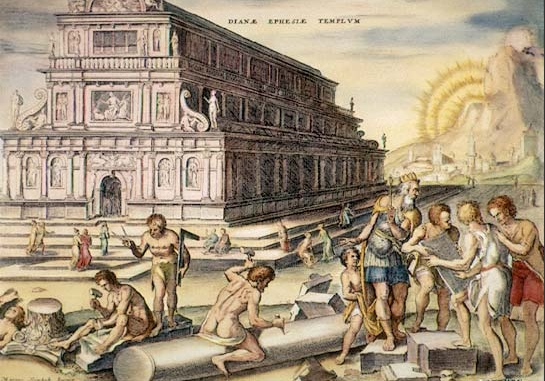
아르테미스 신전

## 같이 보기
- 고대 그리스 문학